# Federación de Trabajadores de la Enseñanza
La Federación de Trabajadores de la Enseñanza (FETE-UGT) fue la organización sindical que, dentro de la Unión General de Trabajadores, aglutinó a los trabajadores y trabajadoras de la enseñanza. Su actividad se caracterizó por la defensa de una escuela compensadora de las desigualdades que garantizara el acceso a una enseñanza gratuita de calidad para todos, evitando cualquier tipo de discriminación y promoviendo actuaciones integrales contra la exclusión social, principios que sigue defendiendo la FeSP-UGT a través de su Sector de Enseñanza. En 2016 se disolvió y se integró como sector dentro de la nueva Federación de Empleados y Empleadas de los Servicios Públicos de UGT (FeSP-UGT),

## Historia
Constituida con las siglas de FETE-UGT en abril de 1931, tuvo como precedente a la Asociación General de Maestros (AGM), adscrita desde 1919 a UGT, aunque ya había tenido una primera etapa entre 1912 y 1914. La AGM tenía entre sus fines promover y apoyar el fomento de la educación y la cultura, y la defensa de los intereses morales y materiales del profesorado. En 1931, la AGM abandona definitivamente sus siglas para convertirse en la Federación de Trabajadores de la Enseñanza, hecho que tuvo lugar en la Asamblea General celebrada en la Casa del Pueblo de Madrid entre los días 14 y 16 de junio de 1931.
Durante la Guerra civil (1936-1939), FETE se convirtió en el gran sindicato de la enseñanza, tras la fusión de las antiguas asociaciones profesionales del magisterio, y desarrolló un papel decisivo tanto en el frente como en la retaguardia. FETE insistió especialmente en la depuración del profesorado desafecto al Frente Popular. El final de la guerra y la instauración de la dictadura franquista supusieron la represión y el exilio exterior o interior de sus militantes.
El V Congreso de FETE-UGT, celebrado de manera semiclandestina en Cádiz en 1976, supuso el arranque de su historia más reciente. Desde su legalización, FETE-UGT ha ocupado un papel de primera fila en la defensa de la educación en España.
En su XVII Congreso Federal, que tuvo en Madrid el 10 de mayo de 2016, se aprobó su disolución como Federación y su integración como sector en la nueva Federación de Empleados y Empleadas de los Servicios Públicos (FeSP-UGT).

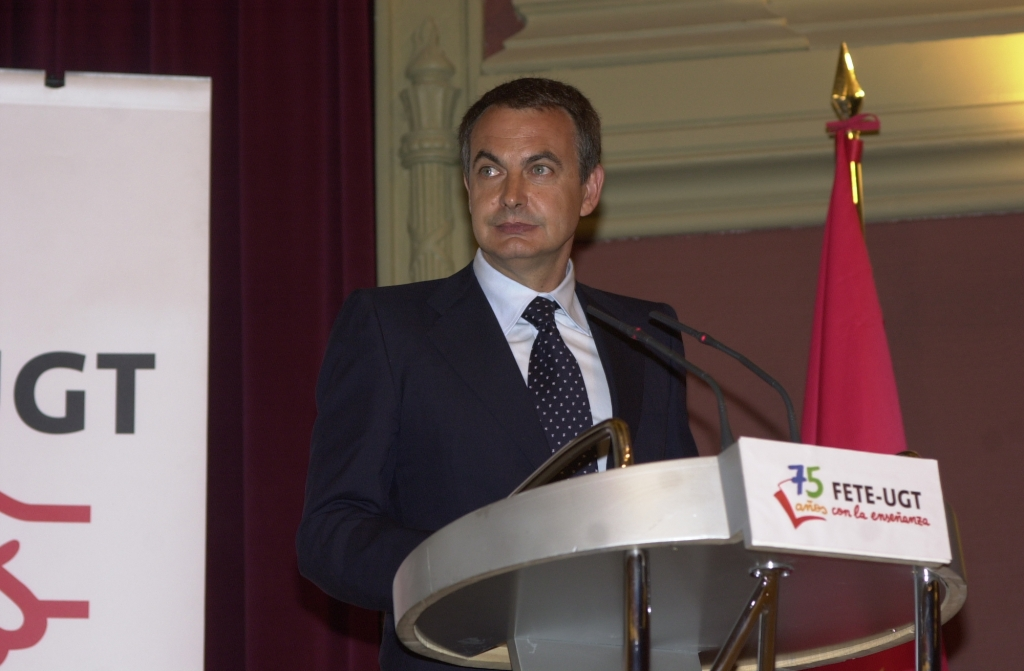
José Luís Rodríguez Zapatero preside el acto conmemorativo del 75 aniversario de la Federación de Trabajadores de la Enseñanza de UGT en 2006

## Objetivos
Como sector de Enseñanza, sigue negociando convenios colectivos y está en todas las mesas sectoriales de las Administraciones a nivel central y autonómico, además de atender el ámbito europeo e internacional. Lleva a cabo actividades destinadas a la promoción y mejora de las condiciones de seguridad y salud laboral y trabaja por la mejor formación sindical, profesional y cultural de sus afiliados/as.
Sus planteamientos y reivindicaciones históricas se mantienen vivos. La defensa de una educación de calidad para todos, entendida como servicio público inspirado en los principios de igualdad, solidaridad, libertad y laicidad, es una constante que resume su trayectoria, en paralelo a la defensa de los intereses profesionales de los trabajadores de la enseñanza.
El Sector de Enseñanza de FeSP-UGT mantiene relaciones solidarias institucionales con las organizaciones de trabajadores por la educación de otros países. Es miembro fundador de la Internacional de la Educación (IE) y miembro del Comité Sindical Europeo para la Educación (CSEE).